# Émile Tandel
Émile Tandel, né le 6 septembre 1834 à Bruxelles et mort le 16 janvier 1908 à Arlon, est un auteur belge, historien de la province de Luxembourg. Il fut commissaire d’arrondissement d’Arlon-Virton et président de l’Institut archéologique du Luxembourg.

## Œuvre majeure
À la fin du XIXe siècle, Émile Tandel fut le coordinateur d'une somme concernant la province de Luxembourg et portant le titre Les Communes luxembourgeoises, un ouvrage constitué à la suite d'une enquête réalisée auprès des instituteurs communaux de la province, avec les complément d'érudits locaux, et par des articles parus originellement dans la revue Annales de l'Institut archéologique du Luxembourg, éditée par le même Institut.
Les éditions
- 1889-1894 : ces articles furent regroupés et publiés une première fois en sept volumes, imprimés à Arlon, par Bruck, pour l'Institut archéologique.
- 1979-1980 : l'ouvrage a fait l'objet d'une première réédition à l'initiative de Culture et civilisation, une maison d'édition qui avait alors son siège social à Bruxelles.
- 2001 : les Archives générales du Royaume ont publié une réimpression anastatique de l'édition originelle de l'ouvrage, en dix volumes.